# Бенуа Бадьяшиль
Бенуа Бадьяшиль (фр. Benoît Badiashile, нар. 26 березня 2001, Лімож) — французький футболіст, центральний захисник лондонського «Челсі» і збірної Франції.

## Клубна кар'єра
Народився 26 березня 2001 року в Ліможі. Починав грати у футбол у структурі місцевого однойменного клубу, згодом протягом 2008-2016 років займався у команді «Мальзерб», після чого перейшов до академії «Монако».
У сезоні 2018/19 17-річний захисник дебютував у складі головної команди «Монако» в іграх Ліги 1. Відтоді досить регулярно отримував ігровий час у головній команді, а в сезоні 2020/21 молодий габаритний гравець вже був одним з її основних центральних захисників.

## Виступи за збірні
2016 року дебютував у складі юнацької збірної Франції (U-16), загалом на юнацькому рівні за команди різних вікових категорій взяв участь у 28 іграх.
2020 року взяв участь у трьох іграх відбору на молодіжне Євро-2020 у складі молодіжної збірної Франції. Згодом був у заявці французької молодіжки на самому Євро-2020, проте участі в іграх турніру не брав.

## Статистика виступів

### Статистика клубних виступів
Станом на 6 серпня 2021
| Сезон             | Команда           | Чемпіонат         | Чемпіонат | Чемпіонат | Національний кубок | Національний кубок | Національний кубок | Континентальні кубки | Континентальні кубки | Континентальні кубки | Інші змагання | Інші змагання | Інші змагання | Усього | Усього |
| Сезон             | Команда           | Ліга              | Ігор      | Голів     | Ліга               | Ігор               | Голів              | Ліга                 | Ігор                 | Голів                | Ліга          | Ігор          | Голів         | Ігор   | Голів  |
| ----------------- | ----------------- | ----------------- | --------- | --------- | ------------------ | ------------------ | ------------------ | -------------------- | -------------------- | -------------------- | ------------- | ------------- | ------------- | ------ | ------ |
| 2018–19           | «Монако»          | Л1                | 20        | 1         | КФ+КЛ              | 1+3                | 0                  | ЛЧ                   | 2                    | 0                    | -             | -             | -             | 26     | 1      |
| 2019–20           | «Монако»          | Л1                | 16        | 0         | КФ+КЛ              | 2+2                | 0                  | -                    | -                    | -                    | -             | -             | -             | 20     | 0      |
| 2020–21           | «Монако»          | Л1                | 35        | 2         | КФ                 | 4                  | 0                  | -                    | -                    | -                    | -             | -             | -             | 39     | 2      |
| 2021–22           | «Монако»          | Л1                | 1         | 0         | КФ                 | 0                  | 0                  | ЛЧ                   | 1                    | 0                    | -             | -             | -             | 2      | 1      |
| Усього за кар'єру | Усього за кар'єру | Усього за кар'єру | 72        | 3         |                    | 12                 | 0                  |                      | 3                    | 0                    |               | -             | -             | 87     | 3      |